# Armeses
Armeses (llamada oficialmente San Miguel de Armeses) es una parroquia del municipio español de Maside, en la provincia de Orense, Galicia.

## Organización territorial
La parroquia está formada por ocho entidades de población:
- Casanova (A Casanova)
- Layantes de Abaixo (Laiantes de Abaixo)
- Layantes de Arriba (Laiantes de Arriba)
- Listanco
- Outeiro (O Outeiro)
- San Fiz
- San Miguel
- Touza (A Touza)

## Demografía
| Gráfica de evolución demográfica de Armeses entre 2000 y 2022 |
|                                                               |
| Datos según el nomenclátor publicado por el INE.              |